# أزمة مياه جولستان 2022
أزمة مياه جولستان 2022 في مايو 2022 نفقت العديد من الماشية في المناطق الصحراوية في جولستان في باكستان بسبب الحرارة الشديدة ونقص المياه. بدأ الرعاة ومعهم الماشية في الهجرة من المناطق التي تعاني من شح المياه. توبا سالم سار وتوبا ناوا كاهو هما أكثر المناطق تضرراً حيث مات 50 رأسًا من الأغنام بسبب نقص المياه بينما يتم جمع المزيد من البيانات من المناطق المتضررة.